# Fabriciano Gómez
Antonio Fabriciano Gómez (Resistencia, 27 de junio de 1944 - Ibid., 8 de septiembre de 2021) fue un escultor argentino. Obtuvo el Premio Konex en la disciplina de Escultura en 1992.

## Biografía
Nació el 27 de junio de 1944 en Chaco (Argentina). En 1968 egresó de la Academia de Bellas Artes de la provincia de Chaco como Maestro de Artes Visuales, Profesor de Dibujo, Pintura y Escultura, donde luego se desempeñó como profesor de Escultura.
Casado con Olga Luisa Acevedo, con quin tuvo un único hijo, Carlos Alberto Gómez.
Vivió en Carrara (Italia) y en París (Francia) hasta 1982, año a partir del cual regresó a la Argentina estableciéndose de manera definitiva.
Fue miembro de la Academia Nacional de Bellas Artes y su representante en la provincia del Chaco. En noviembre de 1989, luego del primer concurso de Esculturas en Resistencia, creó la Fundación Urunday, desde donde organizó la Bienal de las Esculturas.
Participó en importantes exposiciones colectivas e individuales en distintos lugares del país y el extranjero, en donde fue premiado, tanto en el Salón Nacional (1977), como en Italia (1986,1987 y 1992), Canadá (1989), Francia (1992), Japón (1998), Noruega (1994), entre una larga lista de reconocimientos.

## Fallecimiento
Tras sufrir una afección cardíaca y ser sometido a una cirugía en un sanatorio de la ciudad de Resistencia, murió el 8 de septiembre de 2021 a los setenta y siete años.